# Blågrått aftonfly
Blågrått aftonfly, Acronicta cinerea är en fjärilsart som beskrevs av Johan Siegfried Hufnagel 1766. Blågrått aftonfly ingår i släktet aftonflyn, Acronicta, och familjen nattflyn, Noctuidae. Arten  har livskraftiga, LC, populationer i både Sverige och Finland. Inga underarter finns listade i Catalogue of Life.

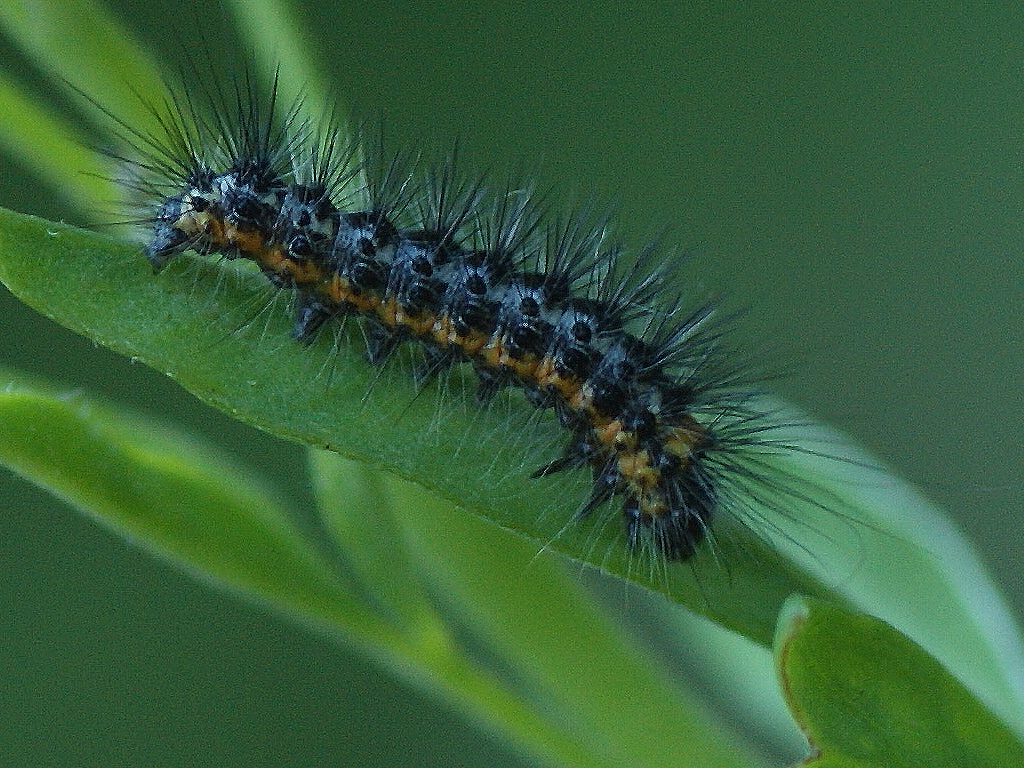
Ung larv
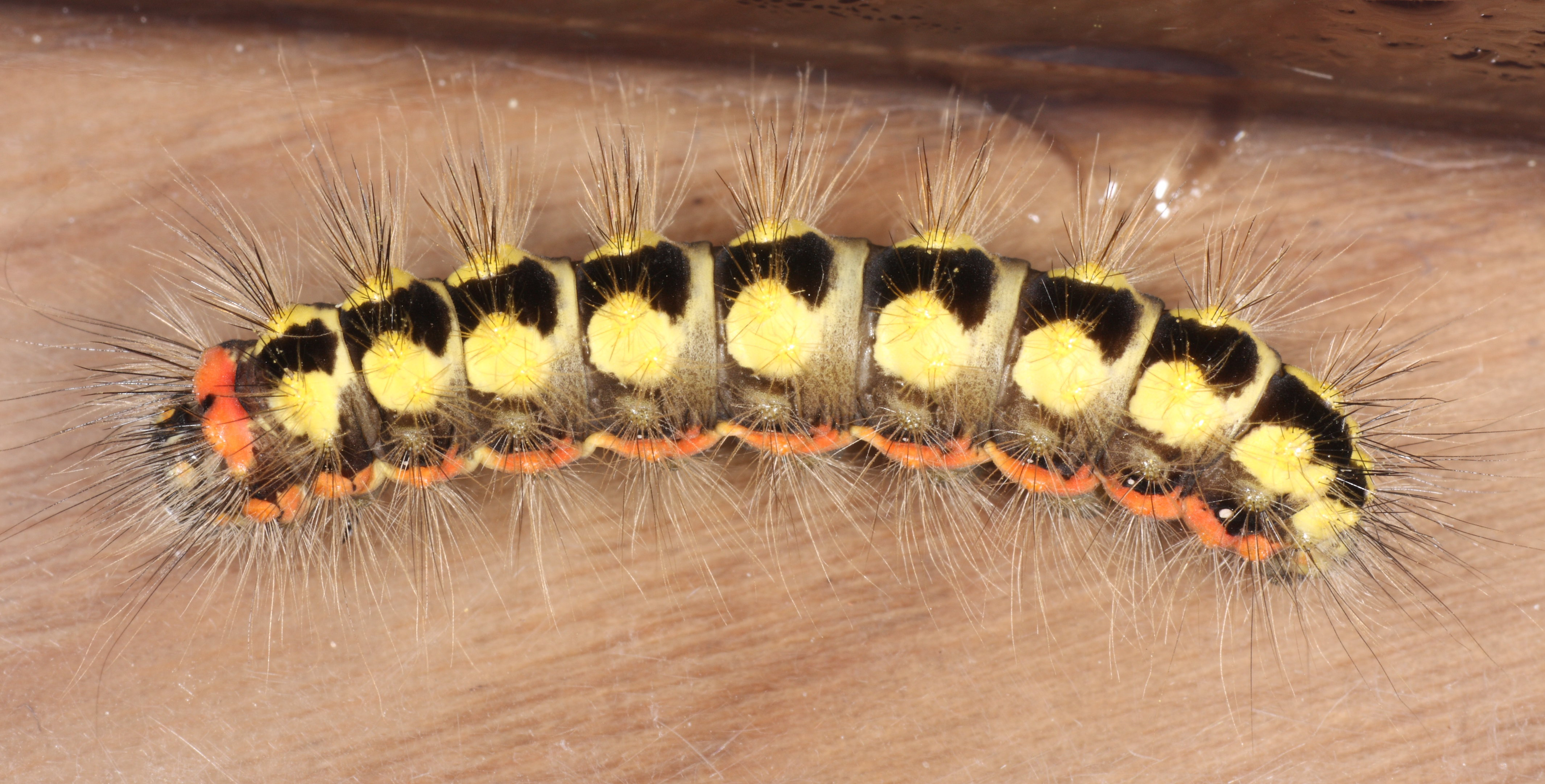
Redo för puppstadiet
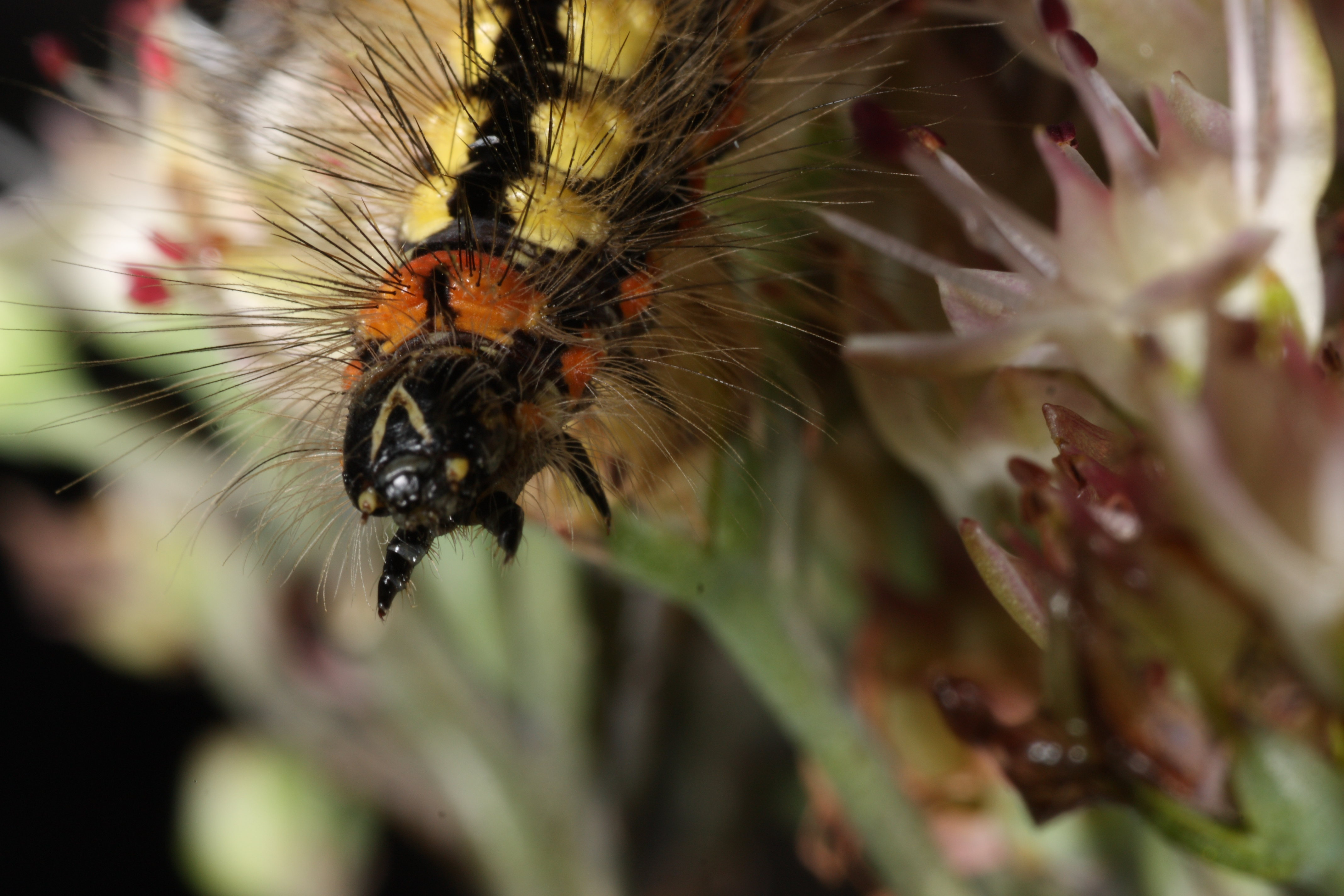
Huvudmönster